# Urs Graf

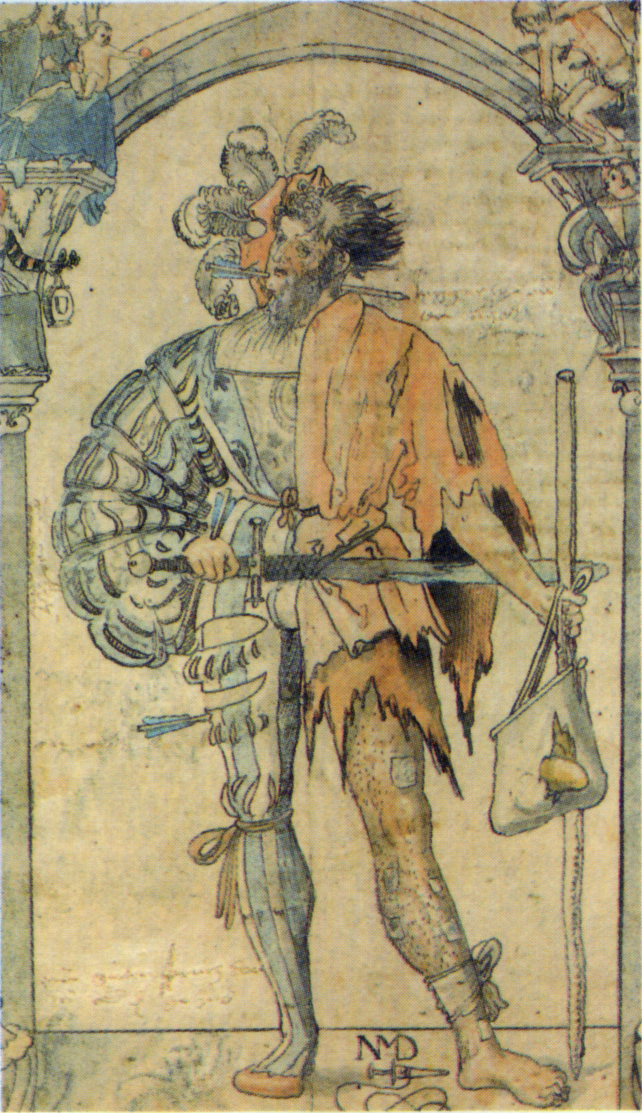
Alegoría: soldado convertido en lisiado. Dibujo a colores de Urs Graf.

Urs Graf “el Viejo” (Soleura, h. 1485 - ¿Basilea, 1528?) fue un grabador y dibujante suizo, considerado hoy la figura más relevante del Renacimiento en la Suiza alemana. Sus creaciones más personales y estimadas son los dibujos, si bien su mayor influencia la ejerció en el ámbito del grabado. Fue uno de los pioneros de la técnica del aguafuerte, y de hecho se conoce una plancha suya de 1513 que sería la primera datada (si bien tal fecha parece ficticia). Tuvo una vida novelesca: trabajó ocasionalmente como soldado mercenario, ganó fama de pendenciero, y no se sabe la fecha de su muerte ya que desapareció sin dejar rastro.

## Vida y obra
Graf nació hacia 1485 en Soleura, localidad también llamada Solothurn ubicada al norte de Suiza. Hijo de Hugo Graf, un orfebre, se inició con él en esta profesión y prosiguió su formación en Zúrich con otro orfebre, Lienhardt Triblin. De su etapa como orfebre subsisten algunas piezas. 
Luego empezó a diseñar xilografías. La primera conocida está fechada en 1503: pertenece al libro Passio Domini Nostri Jesu Christi… de Matthias Ringmann, que se publicó en Estrasburgo en 1507. También colaboró con un pintor de vidrieras; de esta labor subsiste un solo trabajo identificado como suyo. 
En 1512 adquirió la ciudadanía en Basilea, e ingresó en su guilda (gremio) de orfebres. Se cree que se anticipó a Durero en experimentar el grabado al aguafuerte, técnica novedosa de la cual se considera a Graf un pionero; aunque apenas produjo dos planchas de este tipo. Una de ellas, Mujer lavándose los pies, se cita con frecuencia ya que tiene fecha de 1513, por lo cual sería el primer aguafuerte fechado que se conoce en Europa; pero los expertos consideran que tal fecha es ficticia y que realmente este grabado (del que subsiste un solo ejemplar, en Basilea) es de hacia 1520-23, a juzgar por su estilo y por el tipo de firma. De ser esto cierto, el primer aguafuerte suyo con fecha creíble podría ser uno de Aristóteles y Phyllis de 1519 .
Mayor fue la influencia de Urs Graf en la xilografía: se le atribuye la invención de la técnica de línea blanca sobre fondo negro. También grabó a buril, tanto diseños propios como copias de Durero y Martin Schongauer. 
Los temas que Graf representó fueron variados: composiciones religiosas, la vida cotidiana, temas políticos y militares, e incluso escenas eróticas y de crímenes que recuerdan a las de Hans Baldung Grien. 
Como era habitual entre los hombres suizos de la época, Urs Graf se ganó el sustento ocasionalmente trabajando como mercenario; así participó en varias expediciones militares a Borgoña e Italia. Ganó fama de pendenciero y tuvo problemas con la ley: se enzarzaba en peleas, maltrataba a su mujer, frecuentaba a prostitutas, y en 1518 huyó de Basilea a Soleura acusado de herir a un hombre hasta dejarle lisiado. Se le permitió regresar al año siguiente y fue contratado por la ceca de Basilea para trabajar en la acuñación de moneda. 
La fecha de su muerte no está clara; debió de desaparecer de Basilea en 1527 y se le dio por muerto, ya que su mujer volvió a casarse el 13 de octubre de 1528, fecha que se suele marcar como tope para su biografía. Pero existe un dibujo de Graf con fecha de 1529.
La producción gráfica de Urs Graf es amplia: diseñó ilustraciones para libros publicados en Basilea, Estrasburgo y París, y además se catalogan otras 47 xilografías sueltas, 26 grabados a buril y unos 200 dibujos, que son muy estimados por su expresividad grotesca y humorística.